# Heidelberger Institut für Theoretische Studien
Das Heidelberger Institut für Theoretische Studien (HITS gGmbH) wurde im Jahr 2010 von SAP-Mitbegründer Klaus Tschira und der Klaus Tschira Stiftung als private, gemeinnützige Forschungseinrichtung ins Leben gerufen. Das HITS betreibt Grundlagenforschung in den Naturwissenschaften, der Mathematik und der Informatik zur Verarbeitung und Strukturierung großer Datenmengen. Die Forschungsfelder reichen dabei von der Molekularbiologie bis zur Astrophysik. Die Gesellschafter der HITS sind die HITS-Stiftung, die Universität Heidelberg und das Karlsruher Institut für Technologie (KIT). Das HITS arbeitet außerdem mit weiteren Universitäten und Forschungsinstituten sowie mit industriellen Partnern zusammen. Die größte Unterstützung erhält das HITS über die HITS-Stiftung von der Klaus Tschira Stiftung, die wichtigsten externen Mittelgeber sind das Bundesministerium für Bildung und Forschung (BMBF), die Deutsche Forschungsgemeinschaft (DFG) und die Europäische Union.

## Forschungsgruppen
Derzeit gibt es folgende Forschungsgruppen am HITS:

### Astroinformatics (AIN)
Die Forschungsgruppe Astroinformatics arbeitet seit 2013 am HITS, um neue Ansätze zur Analyse und Verarbeitung der zunehmenden Datenmengen im Bereich der Astronomie zu entwickeln. Die Ansätze dieser Gruppe basieren auf maschinellem/statistischem Lernen und unterstützen die Forscher dabei, die nötigen Analysen durchzuführen.

### Computational Molecular Evolution (CME)
Die Forschungsgruppe Computational Molecular Evolution arbeitet an Methoden zur Berechnung evolutionärer Bäume und an der Entwicklung neuer Software und Rechnerarchitekturen zur Stammbaumberechnung. Sie stellt außerdem den anderen Forschungsgruppen ihre Expertise in parallelen Rechnerarchitekturen und parallelen Programmierung.

### Computational Statistics (CST)
Die Forschungsgruppe Computational Statistics beschäftigt sich mit mathematischen Grundlagen und statistischer Methodik für Vorhersagen. Ziel ist die Entwicklung von Methoden, die probabilistische Vorhersagen, d. h., Wahrscheinlichkeitsaussagen für zukünftige Ereignisse und Größen, treffen können. Dies kommt beispielsweise bei Wettervorhersagen, aber auch bei Prognosemodellen für konjunkturelle Entwicklungen zum Tragen. Der zweite Forschungsschwerpunkt ist die räumliche Statistik, in der es um die Analyse und Interpretation von raumgebundenen Daten geht.

### Data Mining and Uncertainty Quantification (DMQ)
Die Forschungsgruppe Data Mining and Uncertainty Quantification nutzt modernste Technik der Bereiche High Performance Computing und Uncertainty Quantification, um Unsicherheiten in großen Datensätzen zu quantifizieren und damit neue Erkenntnisse im Bereich Data Mining zu ermöglichen.

### Machine Learning and Artificial Intelligence (MLI)
Die Forschungsgruppe Machine Learning and Artificial Intelligence beschäftigt sich mit der Entwicklung von neuartigen Algorithmen und Verfahren des maschinellen Lernens. Schwerpunkte sind dateneffiziente Lernverfahren und die Entwicklung von Algorithmen für bessere Generalisierbarkeit und interpretierbare Repräsentationen.

### Molecular Biomechanics (MBM)
Das Hauptinteresse der Molecular Biomechanics Gruppe ist es zu entschlüsseln, wie Proteine aufgebaut sind, um in der zellulären Umgebung oder als Biomaterial gezielt auf mechanische Kräfte reagieren zu können. Die Forscher/-innen nutzen dafür Molekulardynamiksimulationen, Kraftverteilungsanalyse, Finite-Elemente-Analyse und andere Rechenverfahren, um Proteindynamik und -mechanik in unterschiedlichen Längen- und Zeitskalen zu untersuchen. Anwendungsbereiche lassen sich in der Biomedizin und Materialforschung finden und reichen von Blutgerinnungsfaktoren unter Scherkräften in Blut bis hin zur Mechanik von Spinnenseide oder Perlmutt.

### Molecular and Cellular Modeling (MCM)
Die Forschungsgruppe Molecular and Cellular Modeling simuliert mit computergestützten Methoden und Softwarewerkzeugen das Verhalten von Molekülen. Darüber hinaus werden interaktive, internetbasierte Visualisierungswerkzeuge und Programme für die Durchführung von komplexen molekularen Simulationen entwickelt.

### Natural Language Processing (NLP)
Die Natural Language Processing Gruppe widmet sich der automatischen Verarbeitung natürlicher Sprache. Der Arbeitsschwerpunkt der Gruppe liegt auf dem Text- oder Diskursverstehen und darauf aufbauenden Anwendungen wie etwa der automatischen Zusammenfassung.

### Physics of Stellar Objects (PSO)
Die Forschungsgruppe Physik of Stellar Objects befasst sich mit der Untersuchung von Sternen in unserem Universum. Ein Hauptziel der Gruppe ist die Modellierung von [thermonuklearen Explosionen] weißer Zwergsterne, die zum astronomischen Phänomen der Supernovae vom Typ Ia führen.

### Scientific Databases and Visualization (SDBV)
Die Forschungsgruppe Scientific Databases and Visualization beschäftigt sich mit wissenschaftlichen Datenbanken und der Visualisierung von Daten. Ziel ist es, weltweit verstreutes Wissen zu bündeln und Forschern leichter zugänglich zu machen.

### Stellar Evolution Theory (SET)
Die Stellar Evolution Theory Gruppe arbeitet seit 2021 am HITS. Die Gruppe untersucht das turbulente Leben von massereichen Doppelsternen und deren explosive Endphasen in Supernovae. Besonderes Augenmerk liegt dabei auf der Verschmelzung zweier Sterne.

### Theory and Observations of Stars (TOS)
Die Theory and Observations of Stars Gruppe untersucht physikalische Prozesse, die in Sternen ablaufen, und wie sich diese in Abhängigkeit von der Sternentwicklung verändern. Die Gruppe konzentriert sich hierbei unter anderem auf sogenannte Hauptreihen-Sterne geringer Masse, „Unterriesen“ und rote Riesensterne. Diese Sterne sind deshalb interessant, weil sich ihre innere Struktur oft ändert. Für ihre Forschung verwendet die Gruppe unter anderem Methoden aus der Asteroseismologie.

## Ehemalige Forschungsgruppen
Folgende Gruppen haben am HITS geforscht:

### Computational Carbon Chemistry (CCC)
Die Forschungsgruppe Computational Carbon Chemistry wurde 2019 am HITS eingerichtet. Die Gruppe arbeitet mit den neuesten Methoden der Computerchemie, um organische Materialien zu erforschen und auf ihre praktische Anwendung hin zu untersuchen. Sie konzentrierte sich dabei auf Materialien, die auf Graphen basieren. Nach fünf Jahren Forschung am HITS und erfolgreicher Projektbeendigung, ging die Arbeit für die Juniorgruppe Anfang 2024 zu Ende. Gruppenleiterin Dr Ganna (Anya) Gryn’ova forscht seither als Birmingham Fellow und Associate Professor of Computational Chemistry weiter in Birmingham.

### Computational Biology (CBI)
Die Forschungsgruppe Computational Biology wurde 2013 am HITS eingerichtet mit dem Ziel die genetischen Codes von einigen Plattwurm-Arten zu entziffern und miteinander zu vergleichen. Die Kernprojekte der Gruppe waren die Entschlüsselung des Genoms des Plattwurms Schmidtea mediterranea sowie des Axolotl. Nach fünf Jahren Forschung am HITS und erfolgreicher Projektbeendigung, ging die Arbeit für die Juniorgruppe Anfang 2018 zu Ende. Gruppenleiter Siegfried Schloissnig forscht seit 2018 in Wien weiter.

### Groups and Geometry (GRG)
Die Forschungsgruppe „Gruppen und Geometrie“ unter der Leitung von Anna Wienhard nahm 2015 ihre Arbeit am HITS auf. Sie beschäftigte sich mit verschiedenen mathematischen Problemen aus dem Gebiet der Geometrie und Topologie, in denen das Zusammenspiel zwischen geometrischen Räumen, wie etwa Riemannschen Mannigfaltigkeiten oder metrischen Räumen, und Gruppen, zum Beispiel Symmetriegruppen, die auf diesen wirken, eine wichtige Rolle spielt. Besondere Forschungsschwerpunkte bildeten Deformationsräume geometrischer Strukturen, Modulräume von Bündeln, sowie Lie Gruppen und deren diskrete Untergruppen. Über ihre mathematische Forschung hinaus war die Arbeitsgruppe an der Interaktion mit anderen Naturwissenschaften interessiert und arbeitete intensiv an Projekten im Rahmen des HITS Lab mit. Gruppenleiterin Anna Wienhard folgte Ende 2022 einem Ruf an das Max-Planck-Institut für Mathematik in den Naturwissenschaften in Leipzig. Sie wurde im Juli 2023 als „HITS Fellow“ ausgezeichnet, der höchsten Ehrung, die das Institut vergibt. 

### High-Energy Astrophysics and Cosmology (HAC)
Die Forschungsgruppe High-Energy Astrophysics and Cosmology wurde 2016 eingerichtet. Gruppenleiter Christoph Pfrommer forschte seit 2010 am HITS, habilitierte sich dort und erhielt einen ERC Consolidator Grant, mit dem er eine eigene Juniorgruppe am HITS aufbaute. Christoph Pfrommer wurde zum Sommersemester 2017 neuer Abteilungsleiter für Kosmologie und großräumige Strukturen am Leibniz-Institut für Astrophysik sowie Professor für Astrophysik an der Universität Potsdam. Seine Gruppe folgte ihm zum 1. August 2017 nach Potsdam.

### Theoretical Astrophysics (TAP)
Die Forschungsgruppe Theoretical Astrophysics wurde 2010 am HITS eingerichtet. Gruppenleiter war der Astrophysiker Volker Springel. Springel hat die bislang größten und umfassendsten Computersimulationen des Universums konzipiert und durchgeführt: die Millennium-Simulation 2005, die „Illustris“-Simulation 2014 und die „Illustris TNG“-Simulation 2018. Am HITS verfeinerte er unter anderem den von ihm entwickelten „Arepo“-Code und ermöglichte es dadurch, die vielfältigen Formen und Größen von Galaxien mit Supercomputern zu simulieren. Bis heute wurde der Code in mehr als 750 Publikationen genutzt oder zitiert. 2012 erhielt Springel einen ERC Starting Grant, seit 2014 zählt er zu den „Highly Cited Researchers“ 2017 wurde er Mitglied der Nationalen Akademie der Wissenschaften Leopoldina. Nach mehr als acht Jahren hat Springel das HITS verlassen und trat am 1. August 2018 seine Stelle als Direktor am Max-Planck-Institut für Astrophysik in Garching. Springel war bereits 2017 als Max-Planck-Direktor berufen worden, arbeitete aber bis Ende Juli 2018 weiter am HITS und der Universität Heidelberg.